# Esplugas City

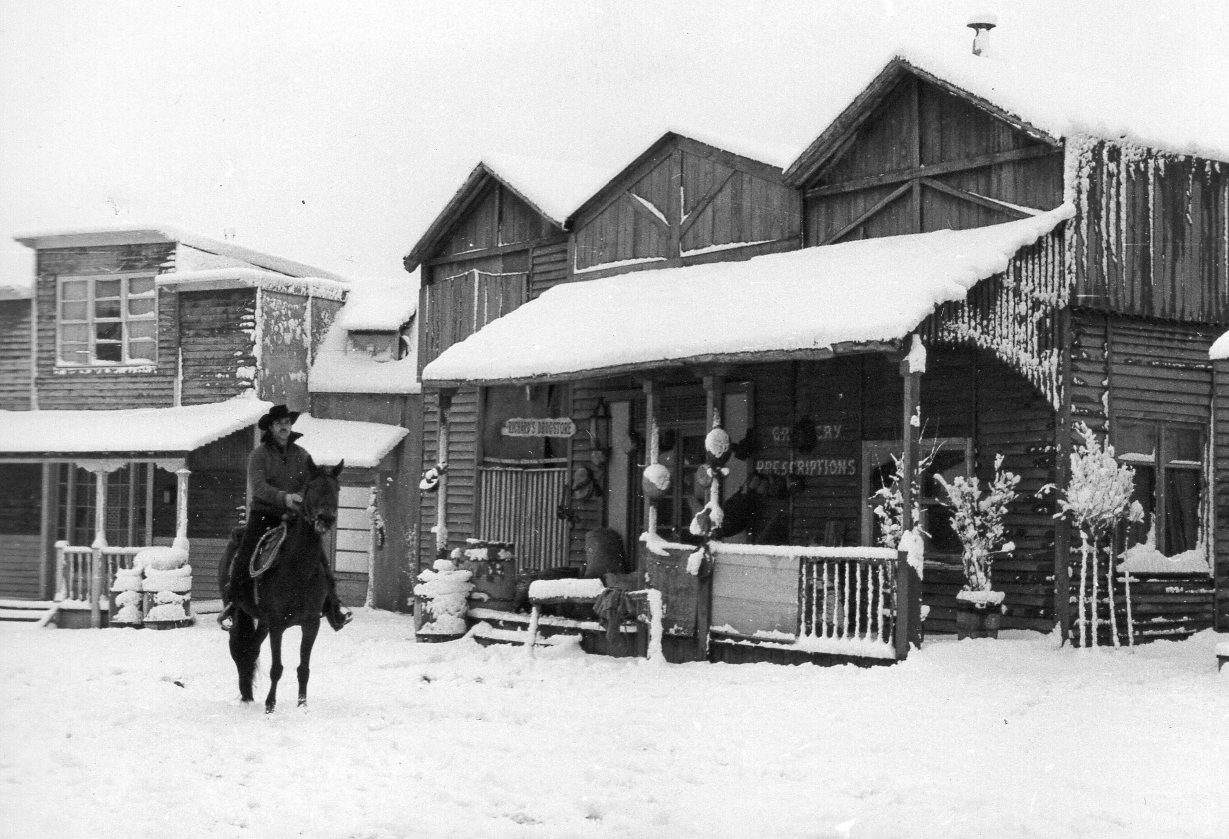
Esplugas City en la nevada que afectó el set en febrero de 1965

El poblado Esplugas City fue un gran plató cinematográfico construido por los Estudios Cinematográficos Balcázar en Esplugas de Llobregat. La empresa de los hermanos Alfonso, Francisco y Jaime Jesús, tenía unos estudios de rodaje en la misma ciudad, en la calle San Antonio María Claret, y buscó un solar donde poder grabar las escenas exteriores de las películas.
En 1964 los hermanos Balcázar, fundadores de Producciones Cinematográficas Balcázar (1951) y la distribuidora Filmax (1955), crearon en Esplugas unos estudios de producción y doblaje con cinco platós Archivado el 8 de junio de 2020 en Wayback Machine.. Tenía más de 5.500 m² de platós.
Funcionaron entre 1964 y 1967. Fue el segundo poblado con formato permanente que se construyó en España y destacó por la calidad de su diseño. Juan Alberto Soler, prestigioso director artístico de la época, fue el encargado. Se crearon más de 40 edificios, algunos solo con fachada pero otros completos como el saloon, el banco o la iglesia del sector mejicano. 
Pistoleros de Arizona, Crónica de un atraco o Le llamaban calamidad son algunas de las películas rodadas en los platós.
Los hermanos Balcázar, cuando vieron que el género perdía fuerza, quisieron reconvertir los platós en un parque temático, que habría sido el primero de España. Consiguieron los permisos, pero no se llegó a hacer realidad. Cuando se decidió destruir el plató, los empresarios decidieron rodar una última película, Le llamaban calamidad, que acaba con un espectacular incendio que destruye todo el poblado. La escena fue grabada con tres cámaras por si alguna fallaba, puesto que la escena no se podía repetir."
Un documental Goodbye Ringo, de Pere Marzo recupera la historia de los platós